# Schweizerischer Waffenring
Der Schweizerische Waffenring (SWR) ist ein Zusammenschluss schlagender Schweizer Studentenverbindungen. Er wurde 1928 gegründet und ist ein reiner Zweckverbund ohne politische oder weltanschauliche Orientierung. Der SWR ist kein Korporationsverband wie die Deutsche Burschenschaft oder der Coburger Convent. Zweck des SWR und einzige gemeinsame Basis seiner Mitgliedsverbindungen ist – wie auch bei den örtlichen und regionalen Waffenringen in Deutschland – das Ausrichten von Mensuren.

## Mitgliedsverbindungen
| Name                                        | Hochschulstadt | Gründung | Farben                          | Wappen | Zirkel | Mütze                            | Anmerkungen                                                                 |
| ------------------------------------------- | -------------- | -------- | ------------------------------- | ------ | ------ | -------------------------------- | --------------------------------------------------------------------------- |
| Akademische Turnerschaft Alemannia Basel    | Basel          | 1819     | rot- weiss- schwarz             |        |        | schwarz                          |                                                                             |
| Akademische Verbindung «Die Falkenburger»   | St. Gallen     | 2000     | weiss- schwarz- weiss           |        |        | schwarz                          |                                                                             |
| Schweizerische Studentenverbindung Helvetia | Basel          | 1832     | karmesinrot- weiss- karmesinrot |        |        | karmesinrot                      | eine von fünf Sektionen                                                     |
| Schweizerische Studentenverbindung Helvetia | Bern           | 1832     | karmesinrot- weiss- karmesinrot |        |        | karmesinrot                      | eine von fünf Sektionen                                                     |
| Schweizerische Studentenverbindung Helvetia | Zürich         | 1832     | karmesinrot- weiss- karmesinrot |        |        | karmesinrot                      | eine von fünf Sektionen                                                     |
| Studentenverbindung Neuzofingia Zürich      | Zürich         | 1903     | hellblau- weiss- rot            |        |        | weiss                            | susp. seit 2. April 1996, AHV seit 1997 fusioniert mit dem AHV der Teutonia |
| Akademische Turnerschaft Rhenania Bern      | Bern           | 1816     | schwarz- rot- weiss             |        |        | schwarz                          |                                                                             |
| Studentische Vereinigung «Die Rodensteiner» | Freiburg i.Ue. | 1898     | grün- weiss- schwarz            |        |        | schwarz (Mütze), weiss (Stürmer) |                                                                             |
| Fechtclub der Zürcher Singstudenten         | Zürich         | 1889     | blau- weiss- blau               |        |        | schwarz                          |                                                                             |
| Studentenverbindung Teutonia Zürich         | Zürich         | 1865     | schwarz- rot- gold              |        |        | schwarz                          | susp. seit 1970, AHV seit 1997 fusioniert mit AHV der Neuzofingia           |
| Akademische Turnerschaft Utonia Zürich      | Zürich         | 1873     | weiss- blau                     |        |        | blau                             |                                                                             |